# Нонозы
Нонозы (от лат. nona — девять и фр. ose — суффикс, обозначающий принадлежность к сахарам) — общее родовое химическое название класса девятиуглеродных моносахаридов, то есть сахаров, общей формулой которых является C9(H2O)9, или C9H18O9. В зависимости от наличия кето- или альдогруппы различают кетононозы (нонулозы) и альдононозы.
У альдононоз в молекуле имеется семь хиральных центров, что обуславливает наличие 27 = 128 стереоизомеров, различающихся положением гидроксильных групп относительно асимметричного атома углерода. В молекуле кетононоз имеется шесть хиральных центров, поэтому в каждой из групп кетононоз имеется по 26 = 64 различных стереоизомера.
D-эритро-L-галакто-нонулоза присутствует в плодах авокадо (Persea americana), корнях первоцвета лекарственного (Primula officinalis).